# Associação Atlética Cori-Sabbá
La Associação Atlética Cori-Sabbá es un equipo de fútbol de Brasil, que disputa el Campeonato Piauiense, la primera división del estado de Piauí.

## Historia
Fue fundado el 24 de mayo de 1973 en el municipio de Floriano del estado de Piauí luego de la fusión de los equipos locales Corinthians Cori y Auto-Posto Sabbá y su nombre es por la combinación de los nombres de los clubes fusionados.
En 1991 el club se vuelve profesional y ese mismo año participa por primera vez en el Campeonato Piauiense en donde termina en octavo lugar.
En 1995 se convierte en campeón estatal por primera vez, logrando la clasificación al Campeonato Brasileño de Serie C por primera vez en ese año y en la Copa de Brasil de 1996. En la tercera división nacional fue eliminado en la primera ronda al terminar en último lugar de su zona al haber hecho solo un punto durante el torneo y terminando en el lugar 100 entre 107 equipos, mientras que en la copa nacional avanzó directamente a la segunda ronda donde fue eliminado por el Botafogo FR de Río de Janeiro al ganar 1-0 en el partido de ida y perder 0-3 en el de vuelta.
En 1996 no pudo retener el título estatal y pierde la final ante el River Atlético Clube, aunque a pesar de haber perdido la final logra la clasificación para el Campeonato Brasileño de Serie C de ese año en donde termina eliminado en la primera ronda al terminar en tercer lugar de su zona, eliminado por diferencia de goles y acabó en el lugar 36 entre 58 equipos.
En 1998 vuelve a llegar a la final del Campeonato Piauiense y la pierde ante el Sociedade Esportiva Picos luego de abandonar el partido de ida a los 10 minutos de juego. Ese mismo año vuelve a participar en el Campeonato Brasileño de Serie C en donde vuelve a ser eliminado en la primera ronda al terminar en último lugar de su grupo haciendo solo tres puntos sin victorias, terminando en el lugar 64 entre 66 participantes.
Después lo mejor que ha pasado en el club ha sido la clasificación a la copa Sao Paulo Junior con su equipos sub-19.

## Palmarés
- Campeonato Piauiense: 1

1995

## Jugadores

### Jugadores destacados
- Walberto[8]